# Toby Kane
Toby Kane es un atleta paralímpico australiano, ganador de una medalla de bronce en el súper G masculino en los Juegos Paralímpicos de invierno de 2006 en Turín y una medalla de bronce en el súper G masculino en su tercer paralímpico de invierno en 2014 en Sochi.

## Biografía

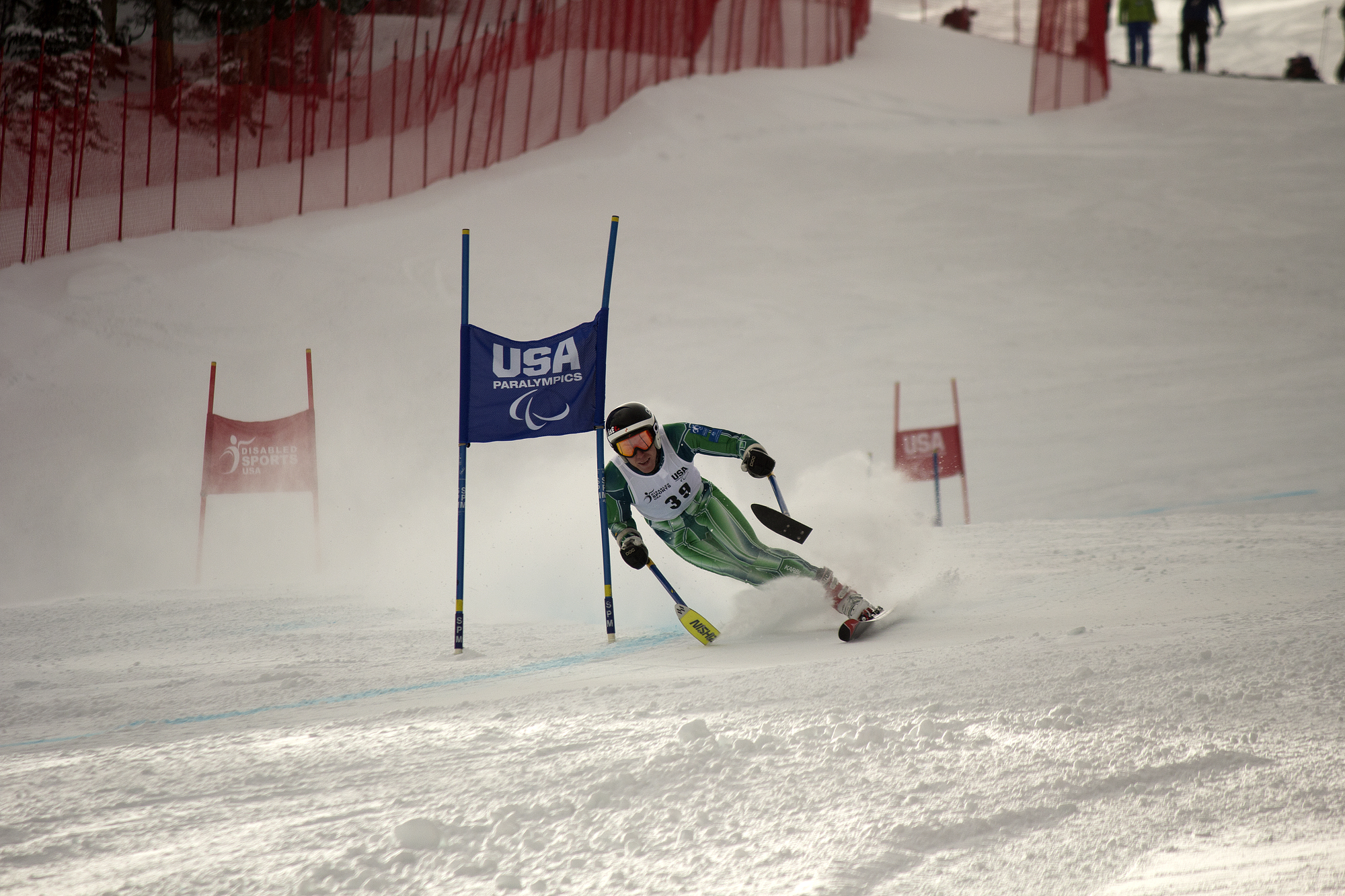
Kane compitiendo en el Súper G durante el segundo día de la Copa IPC Nor Am 2012 en Copper Mountain

Kane nació en Sídney el 30 de diciembre de 1986, hijo de Sally y Steve Kane. Tiene un hermano mayor llamado Tim. A la edad de dos años, perdió la parte inferior de la pierna derecha tras ser atropellado por un automóvil. Empezó a esquiar porque su tía y su tío tenían un chalet en las montañas nevadas en Smiggin Holes, Nueva Gales del Sur. Tiene una licenciatura en ciencias médicas y estudió una doble licenciatura en medicina y cirugía en la Universidad de Notre Dame en Sídney.

## Carrera
El talento de Kane fue identificado mientras esquiaba en Smiggin Holes, Nueva Gales del Sur, y fue invitado a unirse al equipo de Desarrollo Paralímpico de Invierno de Australia cuando tenía 11 años. A los 19 años, fue el miembro más joven del equipo australiano en los Juegos Paralímpicos de Invierno de 2006 en Turín. Clasificado como LW2, ganó una medalla de bronce en el súper G masculino. También compitió en descenso, llegando noveno; eslalon, llegando el 16; y eslalon gigante, el cual no terminó.
En los Juegos Paralímpicos de Invierno de 2010 en Vancouver, compitió en cinco eventos masculinos. Tuvo el honor de ser el abanderado de Australia en dos Juegos Paralímpicos de Invierno, llevando la bandera en la ceremonia de clausura en Turín, y en la ceremonia de inauguración en Vancouver.
Ganó una medalla de bronce en el súper G LW2 masculino en el Campeonato Mundial de Esquí Alpino IPC 2004 en Wildschönau, Austria. Después de un descanso del deporte, regresó a las pistas en el Campeonato Mundial de Esquí Alpino IPC 2011 en Sestriere, Italia, donde ganó una medalla de bronce en eslalon después de una serie de frustrantes cuartos lugares en descenso, super G y super combinados. Durante la temporada 2011/12 IPC Alpine Skiing World Cup, ganó otro bronce en eslalon gigante, y durante la temporada 2012/13, ganó un oro, dos platas y una medalla de bronce en la Copa de América del Norte 2012. Seguido de una medalla de bronce en eslalon gigante en la serie de la Copa del Mundo.
Fue becario del Instituto Australiano del Deporte y del Instituto del Deporte de Nueva Gales del Sur entre 2002 y 2014. En 2011, recibió un Premio al Logro Deportivo del Instituto Australiano del Deporte.
Compitió en cinco eventos en los Juegos Paralímpicos de Invierno 2014 en Sochi, ganando una medalla de bronce en el súper G masculino detrás del ruso Alexey Bugaev y el austríaco Matthias Lanzinger. Fue la primera medalla de Australia en los Juegos de Sochi. Al ganar su medalla de bronce, anunció que se retiraría al finalizar los Juegos Pasó a terminar cuarto en eslalon masculino y sexto en descenso masculino, aunque no pudo terminar en dos eventos. Cerca del final de los Juegos, Kane y el snowboarder holandés Bibian Mentel-Spee fueron nombrados ganadores del Premio al Logro Whang Youn Dai, que se presenta en todos los Juegos Paralímpicos por sus excelentes actuaciones y la superación de la adversidad.